# Javier Aquino
Javier Ignacio Aquino Carmona (San Francisco Ixhuatán, 11 de febrero de 1990) es un futbolista mexicano que juega como centrocampista o defensa en el Tigres de la UANL de la Liga MX.

## Trayectoria

### C. D. Cruz Azul

#### Inicios
Aquino debutó con el equipo de la Tercera División de México Cruz Azul Lagunas. Del año 2008 al 2010, jugó para las fuerzas básicas del Cruz Azul en la Ciudad de México.  

#### Despunte en Primera División
Estuvo en espera de una oportunidad un par de años (2008-2010) hasta que para el Apertura 2010 de México, es tomado en cuenta junto con otros canteranos para unirse al equipo de Primera División.
Con el Cruz Azul metió su primer gol al Monarcas Morelia tras una gran pared con Emanuel Villa, su segundo gol lo hizo contra el Tigres en una pared con Emanuel Villa, su tercer gol lo hizo contra el Universidad Nacional desde fuera del área tras ganar un rebote en un saque de banda a favor de los celestes.
En el Apertura 2012 marcó tres goles el primero de ellos al América tras una jugada en la banda izquierda de Maranaho, metió el centro y Aquino aventándose con el hombre la logró meter aunque después se golpeó la espalda con el poste. Contra el Atlante recortó desde la banda izquierda hacia el centro y ya teniendo el marco abierto le pegó con la derecha y con un error de Jorge Villalpando la pelota entró. Contra el Toluca tras una grandiosa pared con Mariano Pavone, después de ganar el balón, se metió al área grande, se quitó al defensa y estando enfrente de Talavera nada más la cruzó con la pierna izquierda. 
Para el Clausura 2013 (Su último torneo con el Cruz Azul) metió un gol en la Copa MX contra Lobos BUAP de la Liga de Ascenso de México en el partido siguiente (Su último partido con el Cruz Azul) contra el puebla dio un gran partido y metió un golazo tras dos paredes con Teófilo Gutiérrez y con Mariano Pavone se fue a festejar con la porra y poniendo las manos en el escudo lo besó.

### Villarreal C. F.
El 28 de enero de 2013 se confirma su fichaje por el Villarreal CF de la Primera División de España por lo que resta del último semestre de la temporada 2012/2013 y 3 temporadas más. Pero hay una opción en el contrato, de que si el equipo español no asciende a la Primera División de España al jugador se le puede vender a otro club que compita en la Primera División.
Debutó en la jornada 26 de la Segunda División de España el 17 de febrero con el Villarreal en el empate 1-1 frente al Hércules FC. El Director Técnico, Marcelino García Toral, decidió usarlo como titular después de dos jornadas. La meta que se planteó el jugador era llegar a la primera división de España con el Villarreal y también ser un referente para su equipo. El 8 de junio, el Villarreal CF consigue el ascenso a la máxima categoría del fútbol español.
Sin embargo, en el año que debutaba en Primera, Aquino no tuvo regularidad en el equipo y fue utilizado casi más como revulsivo para los últimos minutos que como titular. Sin embargo, acabó jugando 31 partidos y anotando un gol.

### Rayo Vallecano
En los últimos días del mercado de fichajes de verano de 2014, se confirma su cesión junto con su compañero Jonathan Pereira al Rayo Vallecano para disputar la temporada 2014/15.

### Tigres de la UANL
Es repatriado por los Tigres UANL luego de tener un discreto paso por el Fútbol Español. Con los Tigres, donde es utilizado como puntero izquierdo, disputó la Copa Libertadores de América llegando a la final del máximo torneo a nivel de clubes en el Continente Americano, no participó en la final de ida por una lesión en el muslo izquierdo. En la vuelta se recuperó de la molestia para después caer en el Estadio Monumental contra el River Plate. En la Liga MX anotó su primer gol como tigre contra el Club León al minuto 51 en la jornada 4 del Apertura 2015, donde su equipo cayó por el marcador de 2-1. Debutó con gol en su primer clásico regio, marcando el primer tanto de la victoria de 3-1 sobre el CF Monterrey. En la semifinal de vuelta de la liguilla por el título del Apertura 2015 mexicano, Aquino anotó el primer gol de la victoria 2-0 sobre Toluca para acceder a la final ante los Pumas UNAM. Tigres se coronó campeón venciendo a los Pumas dramáticamente en penales en el Estadio Olímpico Universitario, siendo el primer campeonato de Liga en México para Aquino.

## Selección nacional

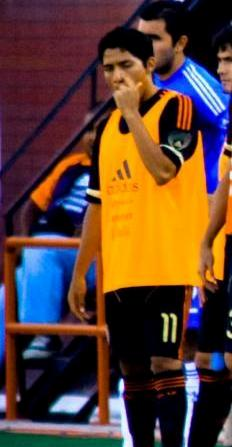
Javier Aquino en la Selección mexicana.

### Sub-22
Fue convocado por Luis Fernando Tena para participar en los Juegos Panamericanos de 2011 en donde tuvo una destacada actuación jugando todos los partidos y obteniendo la Medalla de oro.

### Sub-23
Fue convocado por la Selección Mexicana Sub-23 para participar en el Torneo Esperanzas de Toulon de 2012, el cual se llevó a cabo del 23 de mayo al 1 de junio de dicho año.
Ganó la medalla de oro de los Juegos Olímpicos de Londres 2012 en la categoría de Fútbol Masculino.
Anotó el segundo gol del juego ante Senegal en los cuartos de final de los JJ. OO.

### Selección absoluta
| Club               | País   | PJ | Goles | Periodo     |
| ------------------ | ------ | -- | ----- | ----------- |
| Selección Mexicana | México | 54 | 0     | 2011 - 2019 |

Debutó oficialmente con la Selección Mayor de México el 4 de julio de 2011 en un juego ante Chile en la Copa América de 2011, torneo en el que jugó en tres partidos.
Anotó su primer gol en Selección Mexicana en un partido de preparacón contra el León FC.
El sábado 31 de mayo de 2014 en partido amistoso de la selección nacional contra la selección de Ecuador se fractura Luis Montes Jiménez, y el técnico Miguel Herrera confirma que tomará su lugar en el mundial de Brasil 2014.
Fue convocado nuevamente para jugar la Copa Mundial de Fútbol de 2018 disputada en Rusia, que sería su segundo Mundial. No jugó ningún partido, y México fue eliminado en los octavos de final.
El 3 de mayo de 2019, Aquino anunció su retiro de la Selección Mexicana.

### Participaciones en Copas del Mundo
| Mundial                        | Sede   | Resultado        |
| ------------------------------ | ------ | ---------------- |
| Copa Mundial de Fútbol de 2014 | Brasil | Octavos de final |
| Copa Mundial de Fútbol de 2018 | Rusia  | Octavos de final |

### Participaciones en Copa FIFA Confederaciones
| Copa                                   | Sede                                   | Resultado                              | Partidos |
| -------------------------------------- | -------------------------------------- | -------------------------------------- | -------- |
| Copa Confederaciones 2013              | Brasil                                 | Primera fase                           | 2        |
| Copa Confederaciones 2017              | Rusia                                  | 4° lugar                               | 3        |
| Total parcial en Copas Confederaciones | Total parcial en Copas Confederaciones | Total parcial en Copas Confederaciones | 5        |

### Participaciones en Copa América
| Copa                           | Sede                           | Resultado                      | Partidos |
| ------------------------------ | ------------------------------ | ------------------------------ | -------- |
| Copa América 2011              | Argentina                      | Primera fase                   | 3        |
| Copa América 2015              | Chile                          | Primera fase                   | 2        |
| Copa América Centenario        | Estados Unidos                 | Cuartos de final               | 1        |
| Total parcial en Copas América | Total parcial en Copas América | Total parcial en Copas América | 5        |

## Habilidades
Javier ha destacado desde sus inicios por su buen manejo del balón a velocidad, capacidad para recuperar balones, regate y el desequilibrio que posee sobre la banda. 
Un extremo derecho natural, bajo el mando del entrenador Ricardo Ferretti en Tigres, Javier se ha desempeñado exitosamente a perfil cambiado como puntero izquierdo, siendo pieza clave para el campeonato felino del torneo Apertura 2015 mexicano. Asimismo, ha jugado como volante interior por derecha en el esquema 5-3-2 del entrenador Miguel Herrera durante su periodo en la Selección mexicana.

### Estadísticas
| Club                       | Temporada           | Liga  | Liga  | Liga   | Copa Nacional | Copa Nacional | Copa Nacional | Internacional | Internacional | Internacional | Total | Total | Total  |
| Club                       | Temporada           | Part. | Goles | Asist. | Part.         | Goles         | Asist.        | Part.         | Goles         | Asist.        | Part. | Goles | Asist. |
| -------------------------- | ------------------- | ----- | ----- | ------ | ------------- | ------------- | ------------- | ------------- | ------------- | ------------- | ----- | ----- | ------ |
| Cruz Azul F. C. · México   | 2010-11             | 29    | 1     | 2      | -             | -             | -             | 8             | 0             | 3             | 37    | 1     | 5      |
| Cruz Azul F. C. · México   | 2011-12             | 31    | 2     | 7      | -             | -             | -             | 4             | 0             | 2             | 35    | 2     | 9      |
| Cruz Azul F. C. · México   | 2012-13             | 18    | 4     | 4      | 3             | 1             | 0             | -             | -             | -             | 21    | 5     | 4      |
| Cruz Azul F. C. · México   | Total               | 78    | 7     | 13     | 3             | 1             | 0             | 12            | 0             | 5             | 93    | 8     | 18     |
| Villarreal C. F. · España  | 2012-13             | 12    | 0     | 1      | -             | -             | -             | -             | -             | -             | 12    | 0     | 1      |
| Villarreal C. F. · España  | 2013-14             | 31    | 1     | 5      | 4             | 1             | 0             | -             | -             | -             | 35    | 2     | 5      |
| Villarreal C. F. · España  | Total               | 43    | 1     | 6      | 4             | 1             | 0             | -             | -             | -             | 47    | 2     | 6      |
| Rayo Vallecano · España    | 2014-15             | 25    | 0     | 2      | -             | -             | -             | -             | -             | -             | 25    | 0     | 2      |
| Rayo Vallecano · España    | Total               | 25    | 0     | 2      | -             | -             | -             | -             | -             | -             | 25    | 0     | 2      |
| C. F. Tigres UANL · México | 2014-15             | 0     | 0     | 0      | -             | -             | -             | 3             | 0             | 0             | 3     | 0     | 0      |
| C. F. Tigres UANL · México | 2015-16             | 40    | 7     | 10     | -             | -             | -             | 6             | 0             | 0             | 46    | 7     | 10     |
| C. F. Tigres UANL · México | 2016-17             | 39    | 5     | 5      | -             | -             | -             | 1             | 0             | 0             | 40    | 5     | 5      |
| C. F. Tigres UANL · México | 2017-18             | 37    | 5     | 4      | 2             | 1             | 0             | 2             | 0             | 0             | 41    | 6     | 4      |
| C. F. Tigres UANL · México | 2018-19             | 31    | 4     | 10     | 4             | 2             | 0             | 7             | 0             | 0             | 42    | 6     | 10     |
| C. F. Tigres UANL · México | 2019-20             | 24    | 5     | 1      | -             | -             | -             | 6             | 0             | 0             | 30    | 5     | 1      |
| C. F. Tigres UANL · México | 2020-21             | 33    | 0     | 6      | -             | -             | -             | 6             | 1             | 0             | 39    | 1     | 6      |
| C. F. Tigres UANL · México | 2021-22             | 24    | 0     | 4      | -             | -             | -             | 1             | 0             | 0             | 25    | 0     | 4      |
| C. F. Tigres UANL · México | 2022-23             | 34    | 0     | 4      | 1             | 0             | 0             | 11            | 0             | 0             | 46    | 0     | 2      |
| C. F. Tigres UANL · México | 2023-24             | 30    | 0     | 2      | -             | -             | -             | 3             | 0             | 0             | 33    | 0     | 2      |
| C. F. Tigres UANL · México | 2024-25             | 4     | 0     | 0      |               |               |               |               |               |               | 4     | 0     | 0      |
| C. F. Tigres UANL · México | Total               | 296   | 26    | 46     | 5             | 0             | 0             | 46            | 1             | 1             | 349   | 30    | 41     |
| Total en su carrera        | Total en su carrera | 441   | 34    | 63     | 11            | 2             | 0             | 58            | 1             | 6             | 512   | 46    | 62     |

- Actualizado hasta el 3 de febrero de 2022.

## Palmarés

### Títulos nacionales
| Título               | Club        | País   | Año  |
| -------------------- | ----------- | ------ | ---- |
| Liga MX              | Tigres UANL | México | 2015 |
| Campeón de Campeones | Tigres UANL | México | 2016 |
| Liga MX              | Tigres UANL | México | 2016 |
| Campeón de Campeones | Tigres UANL | México | 2017 |
| Liga MX              | Tigres UANL | México | 2017 |
| Campeón de Campeones | Tigres UANL | México | 2018 |
| Liga MX              | Tigres UANL | México | 2019 |
| Liga MX              | Tigres UANL | México | 2023 |
| Campeón de Campeones | Tigres UANL | México | 2023 |

### Títulos internacionales
| Título                           | Club                | Sede           | Año  |
| -------------------------------- | ------------------- | -------------- | ---- |
| Juegos Panamericanos             | Selección Sub-22    | Guadalajara    | 2011 |
| Preolímpico de Concacaf          | Selección Sub-22    | Estados Unidos | 2012 |
| Juegos Olímpicos                 | Selección Sub-23    | Londres        | 2012 |
| Copa Concacaf                    | Selección de México | Estados Unidos | 2015 |
| Liga de Campeones de la Concacaf | Tigres UANL         | Orlando        | 2020 |

### Distinciones individuales
| Distinción                                                                 | Año  |
| -------------------------------------------------------------------------- | ---- |
| Once Ideal de la Liga MX Apertura 2015                                     | 2015 |
| Mejor Jugador del Partido México-Nueva Zelanda por la Copa Confederaciones | 2017 |